# ローランド先生
『ローランド先生』（ローランドせんせい）とは、フジテレビ系列にて放送されたバラエティ特別番組。ROLANDの冠番組である。

## 出演者

### MC
- ROLAND
- 粗品（霜降り明星）
- 指原莉乃

## スタッフ
第2回（2019年12月19日）放送分
- 制作統括：中嶋優一
- ナレーター：佐藤芳洋
- 構成：加藤正人、植田将崇、堀由史
- TP：児玉洋（フジテレビ）
- SW：遠藤俊洋
- CAM：新美高志
- VE：高橋正直
- AUD：松本良道
- TM：橋本雄司
- 照明：堀江泰輔
- 美術P：平井秀樹（フジテレビ）
- デザイン：鈴木賢太・西出光豊（共にフジテレビ）
- アートコーディネーター：服部孝志
- アクリル：鈴木竜
- 大道具：浅見大、島田秀樹
- 装飾：門間誠
- 幕装飾：西村怜子
- メイク：山田かつら
- イラスト：古賀あゆ美
- リサーチ：稲津太周
- 音効：千本洋（デジタルサーカス）
- 編集：青柳宇恭
- MA：足達健太郎
- TK：江野澤郁子
- デスク：高橋沙織
- 衣装：REZOY
- 撮影協力：エクセル航空、東京ドローン
- 協力：ニユーテレス、fmt、フジアール、Eno Studio、casinodrive、IMAGICA Lab.
- 制作協力：D:COMPLEX、SPINGLASS
- AD：村瀬拓也・荻原卓也（共にD:COMPLEX）
- ディレクター：廣井敦、林千恵子、新保勝久、海野友梨
- プロデューサー：安部公代・原田このみ（SPINGLASS）、勝又郁乃
- 演出：杉野幹典（フジテレビ）
- チーフプロデューサー：矢﨑裕明（フジテレビ）
- 制作：フジテレビ編成制作局制作センター第二制作室
- 製作著作:フジテレビ

## 放送日・内容
| 放送日                          | タイトル                                                   |
| ------------------------------- | ---------------------------------------------------------- |
| 2020年4月19日（日）02:15～03:15 | ローランド先生 ～4月20日（月）よる11時15分事前おさらいSP～ |
| 2020年4月20日（月）23:15～23:55 | ローランド先生 ～一流人間力テスト～                        |